# Дроздов, Леонид Фёдорович
Леонид Фёдорович Дроздов (20 марта 1928 — 24 августа 2003) — передовик советской радиопромышленности, токарь киевского завода «Коммунист» Министерства радиопромышленности СССР, Герой Социалистического Труда (1974).

## Биография
Родился в 1928 году на территории современной Брянской области (точное место рождения неизвестно).  
В начале Великой Отечественной войны подростком начал трудовую деятельность. 
Работал токарем цеха №22 завода 483 в городе Киеве. Данное предприятие осуществляло производство и ремонт радиолокационных систем, а также выпускало продукцию гражданского потребления. 
Цех №22 производил обработку крупногабаритных деталей для редукторов, зубчатых передач. Леониду Фёдоровичу доверяли разную работу, с годами он стал высокопрофессиональным специалистом, мастером на все руки. Токарю Дроздову в 60-е и 70-е годы поручали самые сложные задачи. Он был инициатором множества соревнований среди станочников. Автор целого ряда рационализаторских предложений. По итогам восьмой пятилетки был награждён орденом Трудового Красного Знамени.  
Указом Президиума Верховного Совета СССР от 16 января 1974 года (закрытым) за достижение высоких показателей в производстве Леониду Фёдоровичу Дроздову было присвоено звание Героя Социалистического Труда с вручением ордена Ленина и медали «Серп и Молот».  
Продолжал трудиться на предприятии до выхода на пенсию.   
Проживал в городе Киеве. Умер 24 августа 2003 года.  

## Награды
За трудовые успехи был удостоен:
- золотая звезда «Серп и Молот» (16.01.1974)
- орден Ленина (16.01.1974)
- Орден Трудового Красного Знамени (26.04.1971)
- другие медали.